# 17856 Gomes
17856 Gomes (1998 KL1) là một tiểu hành tinh vành đai chính.